# 421 (bande dessinée)
Pour les articles homonymes, voir 421 (homonymie).
421 est une série de bande dessinée belge créée par le scénariste Stephen Desberg et par le dessinateur Éric Maltaite, publiée du 3 janvier 1980 au 9 septembre 1992 dans Spirou et éditée du avril 1983 au novembre 1992 par Dupuis.
Les intrigues centrent autour des missions du héros éponyme, membre des services secrets britanniques. De nettement humoristique dans les premiers tomes, la série évolue vers un ton de plus en plus réaliste au fil des tomes.

## Description

### Synopsis
Jimmy Plant est un agent secret travaillant pour le gouvernement britannique. Il doit lutter aux côtés de sublimes créatures contre les espions, les criminels et autres racailles, sur tous les continents et même dans le temps…

### Personnages
421De son vrai nom James Plant, 421 est séduisant, dragueur, amateur de belles femmes et d'action. À la suite des révélations de Morgane Angel sur son passé, il démissionne des services secrets pour travailler en indépendant.
Le BossUn supérieur de 421 et de Morgane Angel qui charge cette dernière d'évaluer 421. Cette évaluation va mettre fin à la carrière des deux agents impliqués.
Morgane AngelTravaillant également pour les services secrets britanniques, elle a été chargée d'évaluer 421, et de compléter son dossier qui comporte quelques zones d'ombre. Après avoir conclu que 421 n'était plus un agent sûr, elle fut séduite puis trahie par ce dernier. Elle travaille désormais pour son propre compte. (albums Les Années de brouillard, Morgane Angel et Le Seuil de Karlov)
Bonnie SinfieldEspionne des services secrets australiens, elle fait équipe avec 421 durant son enquête sur un meurtre à l'opéra (album "Bons baisers du 7ème ciel")
Marie RonchêneEspionne des services secrets français, elle fait équipe avec 421 durant la crise du froid (album Guerre froide).
Bridget PlaymateEspionne de la CIA, elle fait équipe avec 421 durant la crise du froid (album Guerre froide).
GinaJamaïcaine au service de la Thanasia corporation, elle meurt en venant à l'aide de son frère Raf et 421 (album Suicides)
Jennifer PhillinganePilote de Rallye automobile, elle sert de copilote à 421 lors d'une mission en Chine (album "Dans l'empire du milieu")
Diane McNamaraGéologue anglaise enlevée au sud du Cameroun. Elle détient une espèce de machine à voyager dans le temps (album "Scotch Malaria" et "Les enfants de la porte")
Jetta AndersonActiviste prônant l'action directe, elle est formée par 421 (alors sous couverture) dans le désert libyen. Il l'abandonne dans la jungle congolaise mais la retrouve au milieu des terroristes du général Falco au moyen-orient (albums "Scotch Malaria" et "Falco")
Anne-FrançoiseMaitresse de l'ambassadeur du roi de France en Égypte dans une réalité alternative, elle accompagne 421 à travers le temps (album "Les enfants de la porte").

### Clins d’œil
On retrouve dans cette série d'espionnage les ingrédients classiques de l'univers de James Bond (l'influence étant manifeste et assumée) : action, haute technologie, femmes fatales, luttes entre célèbres services secrets comme le KGB, la CIA, ou le MI6. De fait, la plupart des épisodes de la série ont été réalisés avant la fin de la guerre froide.

## Publications

### Périodiques
Spirou
- 421 contre la silhouette, no 2177 du 3 janvier 1980 au no 2185 du 28 février 1980[1], Dupuis
- L'Épave et les millions, no 2214 du 18 septembre 1980 au no 2219 du 23 octobre 1980[1], Dupuis
- Le Visiteur de crétacé, no 2293 du 25 mars 1982[3], Dupuis (récit complet)
- Bons baisers du 7e ciel, no 2295 du 28 avril 1982 au no 2303 du 3 juin 1982[3], Dupuis
- Guerre froide, no 2356 du 9 juin 1983 au no 2366 du 18 août 1983[4], Dupuis
- Suicides, no 2412 du 5 juillet 1984 au no 2415 du 26 juillet 1984[5], Dupuis
- Dans l'empire du milieu, no 2471 du 20 août 1985 au no 2474 du 10 septembre 1985[6], Dupuis
- Scotch Malaria, no 2516 du 1er juillet 1986 au no 2519 du 22 juillet 1986[7], Dupuis
- Les Enfants de la porte, no 2553 du 17 mars 1987 au no 2557 du 14 avril 1987[8], Dupuis
- Falco, no 2627 du 17 août 1988 au no 2633 du 26 septembre 1988[9], Dupuis

Spirou MagaziiiineAu numéro 2 634 du 5 octobre 1988, le Spirou devient Spirou Magaziiiine.
- Les Années de brouillard, no 2686 du 4 octobre 1989 au no 2694 du 29 novembre 1989[10], Dupuis
- Morgane Angel, no 2737 du 26 septembre 1990 au no 2748 du 12 décembre 1990[11], Dupuis
- Le Seuil de Karlov, no 2829 du 1er juillet 1992 au no 2839 du 9 septembre 1992[2], Dupuis

### Albums
- 0 L'Épave et les millions, Dupuis, Carte Blanche, avril 1983
Scénario : Stephen Desberg - Dessin : Éric Maltaite - (ISBN 2-8001-0969-6)
- 1 Guerre froide, Dupuis, octobre 1984
Scénario : Stephen Desberg - Dessin : Éric Maltaite - (ISBN 2-8001-1068-6)
- 2 Bons baisers du 7e ciel, Dupuis, avril 1983
Scénario : Stephen Desberg - Dessin : Éric Maltaite - (ISBN 2-8001-1079-1)
- 3 Suicides, Dupuis, janvier 1986
Scénario : Stephen Desberg - Dessin : Éric Maltaite - (ISBN 2-8001-1260-3)
- 4 Dans l'empire du milieu, Dupuis, avril 1987
Scénario : Stephen Desberg - Dessin : Éric Maltaite - (ISBN 2-8001-1439-8)
- 5 Scotch Malaria, Dupuis, septembre 1987
Scénario : Stephen Desberg - Dessin : Éric Maltaite - (ISBN 2-8001-1508-4)
- 6 Les Enfants de la porte, Dupuis, janvier 1988
Scénario : Stephen Desberg - Dessin : Éric Maltaite - (ISBN 2-8001-1560-2)
- 7 Falco, Dupuis, mai 1989
Scénario : Stephen Desberg - Dessin : Éric Maltaite - (ISBN 2-8001-1656-0)
- 8 Les Années de brouillard, Dupuis, avril 1990
Scénario : Stephen Desberg - Dessin : Éric Maltaite - (ISBN 2-8001-1742-7)
- 9 Morgane Angel, Dupuis, mars 1991
Scénario : Stephen Desberg - Dessin : Éric Maltaite - (ISBN 2-8001-1815-6)
- 10 Le Seuil de Karlov, Dupuis, novembre 1992
Scénario : Stephen Desberg - Dessin : Éric Maltaite - Couleurs : Studio Leonardo - (ISBN 2-8001-1923-3)

### Intégrales
- 421, l'intégrale 1, Dupuis, Patrimoine, novembre 2016
Scénario : Stephen Desberg - Dessin : Éric Maltaite - Couleurs : Studio Leonardo - (ISBN 978-2-8001-5764-1)

- 421, l'intégrale 2, Dupuis, Patrimoine, octobre 2021
Scénario : Stephen Desberg - Dessin : Éric Maltaite - Couleurs : Dominique Barré et Éric Maltaite - (ISBN 978-2-8001-6104-4)

- 421, l'intégrale 3, Dupuis, Patrimoine, septembre 2022
Scénario : Stephen Desberg - Dessin et couleurs : Éric Maltaite - (ISBN 979-1-0347-6659-8)[12]

## Publications en néerlandais
Les albums de la série en néerlandais s'éditent à partir de 1983 par Dupuis, comme en France.
- 0 Het wrak en de miljoenen, Dupuis, Debuut reeks nr. 5, avril 1983
Scénario : Stephen Desberg - Dessin : Éric Maltaite - (ISBN 9031408212)
- 1 Koude oorlog, Dupuis, octobre 1984
Scénario : Stephen Desberg - Dessin : Éric Maltaite - (ISBN 9031409642)
- 2 Groetjes uit de 7de hemel, Dupuis, avril 1983
Scénario : Stephen Desberg - Dessin : Éric Maltaite - (ISBN 9031409731)
- 3 Operatie zelfmoord, Dupuis, janvier 1986
Scénario : Stephen Desberg - Dessin : Éric Maltaite - (ISBN 9031410527)
- 4 Het eeuwige rijk, Dupuis, avril 1987
Scénario : Stephen Desberg - Dessin : Éric Maltaite - (ISBN 9031411442)
- 5 Scotch malaria, Dupuis, septembre 1987
Scénario : Stephen Desberg - Dessin : Éric Maltaite - (ISBN 9031411787)
- 6 Een gril van het lot, Dupuis, janvier 1988
Scénario : Stephen Desberg - Dessin : Éric Maltaite - (ISBN 9031412171)
- 7 Falco, Dupuis, mai 1989
Scénario : Stephen Desberg - Dessin : Éric Maltaite - (ISBN 9031412996)
- 8 Mistige jaren, Dupuis, avril 1990
Scénario : Stephen Desberg - Dessin : Éric Maltaite - (ISBN 9031413550)
- 9 Morgane Angel, Dupuis, mars 1991
Scénario : Stephen Desberg - Dessin : Éric Maltaite - (ISBN 9031414077)
- 10 De Karlovdrempel, Dupuis, novembre 1992
Scénario : Stephen Desberg - Dessin : Éric Maltaite - Couleurs : Studio Leonardo - (ISBN 9031414840)